# Numenes disparilis
Numenes disparilis är en fjärilsart som beskrevs av Otto Staudinger 1887. Numenes disparilis ingår i släktet Numenes och familjen tofsspinnare. Inga underarter finns listade i Catalogue of Life.